# هربرت بلوخ
هربرت بلوخ (بالألمانية: Herbert Bloch)‏ هو عالم آثار ألماني، ولد في 18 أغسطس 1911 في برلين في ألمانيا، وتوفي في 6 سبتمبر 2006 في كامبريدج في الولايات المتحدة.